# Cephus rjabovi
Cephus rjabovi is een vliesvleugelig insect uit de familie van de halmwespen (Cephidae). De wetenschappelijke naam van de soort is voor het eerst geldig gepubliceerd in 1926 door Dovnar-Zapolskij.